# وبلاگ
تارنگار که به آن تارنوشت، یا وب‌نوشت (به انگلیسی: Blog) هم می‌گویند، نوعی وبگاه و محلی برای فعالیت روزنامه‌نگاری است که حاوی اطلاعاتی مانند: گزارش روزانه، اخبار، یادداشت‌های شخصی یا مقالات علمی مورد نظر طراح آن است. وبلاگ ترکیبی از دو کلمهٔ «web» و «log» به معنای ثبت وقایع روزانه است. مطالب وبلاگ بر مبنای زمانی که ثبت شده گروهبندی و به ترتیب از تازه‌ترین رخداد به قدیم ارائه می‌گردد. نویسندهٔ تارنگار، روزنامه‌نگار، تارنویس یا وب‌نویس یا وبلاگ‌نویس (به انگلیسی: Blogger) نامیده می‌شود و ممکن است بیش از یک نفر باشد، وب‌نویس به گزارش مداوم رویدادها، خاطرات، یا عقاید یک شخص یا یک سازمان می‌پردازد. واحد مطالب در تارنگار، پست (به انگلیسی: Blog post) است، در حالی که واحد مطالب در وبگاه صفحه است. معمولاً در انتهای هر مطلب، برچسب تاریخ و زمان، نام نویسنده و پیوند ثابت به آن یادداشت ثبت می‌شود. فاصلهٔ زمانی بین مطالب تارنگار لزوماً یکسان نیست و زمان نوشته‌شدن هر مطلب به خواست نویسندهٔ تارنگار بستگی دارد. مطالب نوشته‌شده در یک تارنگار همانند محتویات یک وبگاه معمولی در دسترس کاربران قرار می‌گیرد. در بیشتر موارد تارنگارها دارای روشی برای دسترسی به بایگانی یادداشت‌ها هستند (مثلاً دسترسی به بایگانی بر حسب تاریخ یا موضوع). بعضی از تارنگارها امکان جستجو برای یک واژه یا عبارت خاص را در میان مطالب به کاربر می‌دهند.

## واژه‌شناسی و واژه‌گزینی
واژهٔ وبلاگ اولین‌ بار توسط یورن بارگر استفاده شد که یک هم‌آمیزی از دو واژهٔ وب و لاگ است. واژهٔ لاگ، واژه‌ای‌ست از ریشه واژهٔ یونانی لوگاس که در قرون میانه در معنای دفتر گزارش سفر کشتی‌ها به کار می‌رفته‌است. لاگ در زبان تخصصی رایانه به پرونده‌هایی گفته می‌شود که گزارش وقایع رخ‌داده در رایانه را ثبت می‌کنند. بلاگ نیز شکل کوتاه‌شدۀ وبلاگ است.

## انواع تارنگارها
به‌جز نوع نوشتاری تارنگار، با گسترش روزافزون فناوری‌های اینترنتی، سامانه‌های نوینی از تارنگارها نیز گسترش پیدا کرده‌است.
در حال حاضر تارنگارها به صورت‌های مختلفی مانند وب‌نوشت عکسی یا فتوبلاگ یا فلش بلاگ ویدئو بلاگ، پادکست یا صدا بلاگ نیز وجود دارند.

## تاریخچهٔ وب‌نویسی
نخستین تارنگار دنیا SCRIPTING NEWS متعلق به دیوید واینر بود. در آغاز سال ۱۹۹۹ ۲۳ تارنگار در اینترنت وجود داشت و در عرض چند ماه تعداد آن‌ها به میلیون‌ها تارنگار رسید که از نقاط مختلف جهان می‌نوشتند.

### تارنگارهای فارسی
در ایران نخستین تارنگار را سلمان جریری دانشجوی ۲۳ سالۀ مهندسی کامپیوتر دانشگاه صنعتی امیرکبیر، در ۱۶ شهریور ۱۳۸۰ ایجاد کرد و موج وب‌نویسی در مهرماه ۱۳۸۰، توسط حسین درخشان روزنامه‌نگار مقیم تهران مقاله‌ای با عنوان «چگونه در اقیانوس اطلاعاتی این روزها غرق نشویم» در مجلۀ دنیای کامپیوتر در ایران آغاز شد. نخستین تارنگار فارسی‌زبان ایرانی با استفاده از «بلاگ اسپات» و دو ماه پس از یازدهم سپتامبر ۲۰۰۱ راه‌اندازی شد. چند ماه بعد نخستین ارائه‌دهندهٔ خدمات تارنگار فارسی یعنی «پرشین بلاگ» راه‌اندازی شد. در سال اول حدود ۱۰۰ تارنگار ایجاد شد و سال‌های بعدی با ایجاد سرویس‌های پرشین بلاگ، بلاگ اسکای و بلاگفا به ده‌ها هزار رسید.
طبق اطلاعات مندرج در سایت بلاگ سنسوس، در سال ۲۰۰۸ تارنگارهای فارسی در رتبۀ دهم زبان‌های تارنگاری رایج در جهان قرار داشتند. گزارش‌های جدید نشان می‌دهد که در مجموع بیش از ۴٫۵ میلیون تارنگار فارسی به ثبت رسیده که در میان آن‌ها بیش از ۴۵۰ هزار تارنگار فعال وجود دارد. در حال حاضر در ایران بیش از هشت میلیون تارنگار ثبت شده وجود داشته و ایران از این حیث جایگاه دهم را در جهان داراست.
در میان افغان‌ها نخستین تارنگار را ضیا افضلی به نام «غزل امروز افغانستان» از کانادا نوشته‌ است. نخستین تارنگاری که از داخل افغانستان نوشته شده‌ است را وحید پیمان ایجاد کرد.

## ارائه‌دهنده خدمات تارنگار
وبگاه ارائه‌دهندهٔ خدمات تارنگار یک نوع وبگاه است که با کمک آن می‌توان به سادگی تارنگار ایجاد کرد. بسیاری از این وبگاه‌های ارائه‌کنندهٔ این نوع خدمات، از نرم‌افزارهای وب‌نوشت معروف استفاده می‌کنند. به عنوان نمونه وردپرس از نرم‌افزار وردپرس استفاده می‌کند. مزیت این نوع وبگاه‌ها در آن است که کاربر خود مجبور به میزبانی و پیکربندی نرم‌افزار نیست. در مقابل، تمام تنظیمات نرم‌افزار تارنگار هم برای کاربر در دسترس نخواهد بود.
این نوع وبگاه‌ها خدمات مختلفی را ارائه می‌کنند. متداول‌ترین این خدمات، امکان ایجاد وب نوشت (نوشتار)ی است. برخی از این تارنگارها امکان ایجاد وب‌نوشت عکسی (فتوبلاگ)، وب‌نوشت صوتی (پادکست)، یا وب‌نوشت ویدیوئی (ویدئو بلاگ) را نیز ارائه می‌کنند.

## ارائه‌دهندگان خدمات تارنگار فارسی
وبگاه‌های ارائه‌کنندهٔ خدمات تارنگار به فارسی، ابتدا متمرکز بر خدمات تارنگار (نوشتار)ی بودند اما تدریجاً انواع دیگر خدمات، نظیر میزبانی پادکست و تارنگارهای تصویری را نیز ارائه کردند.
اولین تارنگاردهندهٔ تماماً فارسی، پرشین‌بلاگ است که در ۲۳ خرداد ۱۳۸۱ کار خود را رسماً آغاز کرد. تا پیش از آن، تارنگار دهنده‌های چند زبانه نظیر بلاگر را می‌شد برای تارنگارهای فارسی به کار گرفت. در طول سال‌های دههٔ ۸۰ و ۹۰ خورشیدی، برتعداد تارنگار دهنده‌های تماماً فارسی افزوده شد. آمار رسمی از تعداد این وبگاه‌ها موجود نیست اما گمان می‌رود که حدود ۳۵۰ تارنگار دهندهٔ تماماً فارسی مشغول فعالیت هستند.
از جمله ارائه‌دهندگان خدمات تارنگار به فارسی می‌توان به بلاگ اسکای، بلاگفا، پارسی بلاگ، پرشین‌بلاگ، میهن بلاگ و بیان بلاگ اشاره کرد. درزمینه وب نوشت دهنده تصویری می‌توان آپارات را نام برد. درزمینه وبلاگدهی کودکان می‌توان از هدهدفارسی نام برد.و

## بازداشت وبلاگ‌نویسان در ایران
پس از اینکه در دهه هشتاد شمسی وبلاگ‌نویسی در ایران مورد توجه قرار گرفته بود، دستگاه قضایی ایران موج جدید برخورد با وبلاگ‌نویسان را آغاز کرد. این دستگیری‌ها به یکی از مسائل داغ سیاسی روز تبدیل شد که واکنش‌های متعددی از سوی دولت خاتمی و همچنین دستگاه قضایی ایران در پی داشت. مجتبی (مدیار) سمیع‌نژاد، حنیف مزروعی، شهرام رفیع زاده، امید معماریان، محبوبه عباسقلی‌زاده، فرشته قاضی و روزبه میرابراهیمی از جمله افرادی بودند که در پاییز ۱۳۸۳ به دلیل مطالب منتشر شده وبلاگ‌هایشان بازداشت شدند.

## تأثیر تکنولوژی در ایجاد وبلاگ‌ها

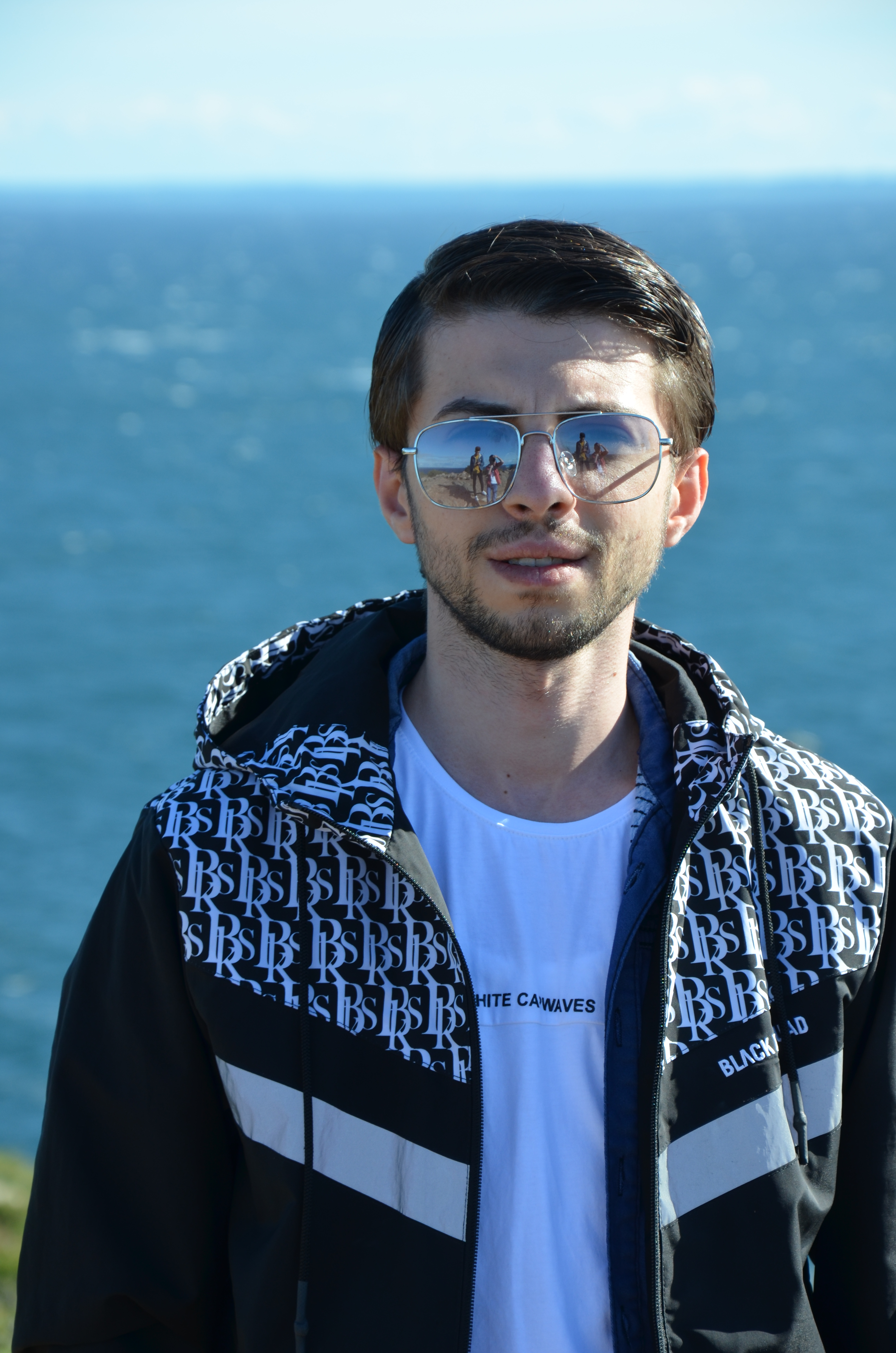
عبدالرحمن عقاد وبلاگ نویس سیاسی سوری

با تکامل ابزارهای الکترونیکی و نرم‌افزاری برای تسهیل در تولید و نگهداری از مقالات ارسال شده، انتشار مطالب برای افراد آسانتر شد و همه چیز به سمت و سوی وبلاگ نویسی به صورت آنلاین جلو رفت که منجر به وبلاگ‌های آنلاینی که امروزه مورد استفاده قرار می‌گیرند شد. در این روش وبلاگ‌ها می‌توانند توسط سرویس اختصاصی میزبانی وبلاگ مدیریت و اجرا شوند.
از دیگر قابلیت‌های وبلاگ‌ها، امکان دریافت و انتشار کامنت از سوی مخاطبان وبلاگ است که  تا حدی وبلاگ ها را تعاملی می سازد. 

## کتاب‌ها
- سید مهدی موسوی و دیگران، کشکول پارسی: گزیده وبلاگ‌های «پارسی بلاگ» در سال ۱۳۸۳[پیوند مرده]، تهران: صبح صادق، ۴۰۰ صفحه، چاپ اول، ۱۳۸۴.
- وحید قاسمی، وبلاگستان، شهر شیشه‌ای[پیوند مرده]، تهران: ناقوس، ۳۵۲ صفحه، چاپ اول، ۱۳۸۲.
- الهه طاهریان ریزی و دیگران، آشنایی با وبلاگ[پیوند مرده]، تهران: طاهریان، ۲۳۲ صفحه، چاپ اول، ۱۳۸۳.
- راهنمای آسان وبلاگ‌نویسی، داریوش فرسایی
- راهنمای ساخت Weblog، حسن یعقوبی
- وبلاگ[پیوند مرده] ویرایش اول توسط شهاب مباشری، ویرایش دوم توسط احسان مظلومی: نشر توسعه آموزش

- We the Media: Grassroots Journalism by the People, for the People by Dan Gilmor (O'Reilly, 2004) ISBN 0-596-00733-7